# Rio Gliganu
O Rio Gliganu é um rio da Romênia, afluente do Dâmbovnic, localizado no distrito de Argeş.